# Санта-Флавія
Санта-Флавія (італ. Santa Flavia, сиц. Santa Flavia) — муніципалітет в Італії, у регіоні Сицилія,  метрополійне місто Палермо.
Санта-Флавія розташована на відстані близько 440 км на південь від Рима, 16 км на схід від Палермо.
Населення — 11 216 осіб (2014).
Щорічний фестиваль відбувається 26 липня. Покровитель — Sant'Anna.

## Демографія
Населення за роками:

Станом на 1 січня 2023 року в муніципалітеті офіційно проживало 127 іноземців з 34 країн, серед них 45 громадян країн Євросоюзу та 6 громадян України.

## Сусідні муніципалітети
- Багерія
- Кастельдачча
- Мізільмері